# Ruan Major
Ruan Major är en by i civil parish Grade-Ruan, i distriktet Cornwall, i grevskapet Cornwall i England. Byn är belägen 19 km från Falmouth. Ruan Major var en civil parish fram till 1934 när blev den en del av Grade Ruan. Civil parish hade 55 invånare år 1931.